# Klapsko pjevanje
Klapsko pjevanje ili klapska glazba, tradicijska je hrvatska vokalna glazba podrijetlom iz Dalmacije, najviše iz primorskih i otočkih krajeva. Izvodi se i u gradskim i u seoskim sredinama. Klapa je skupina od petero do osmero pjevača koji pjevaju a capella, bez pratnje glazbala. U svojim početcima klapske su pjesme izvodili muškarci, a poslije se javljaju ženske (prva osnovana jest Klapa Zadranke) i mješovite klape. 
U prosincu 2012. godine UNESCO je uvrstio klapsko pjevanje na popis nematerijalne svjetske baštine u Europi. Klapsko pjevanje je i nematerijalno kulturno dobro Republike Hrvatske.

## Odlike
Pjeva se višeglasno, bez pratnje glazbalima. Izvorno se pjeva »na uho«, što znači bez voditelja i notnog zapisa. Pjesmu povede najviši glas (prvi tenor), a zatim se uključuju i ostali pjevači, pjevajući istovremeno s vodećim glasom. Bitno je naglasiti „najviši glas”, jer su se prijatelji udružili, formirali klapu zato što su prijatelji, što su se povezali u društvo kao skladne naravi, a ne zato što su tražili ljude po njihovim glasovnim sposobnostima.
Izvodi je skupina pjevača kojih je obično od 5 do 8, veličine jedne klape (družine), skupa prijateljā. Uobičajeni sastav muške klape jest prvi tenor, drugi tenor, bariton, prvi bas, drugi bas. 
Kasnije se uvelo i ženske klape i mješovite klape. Seobama Hrvata iz krajeva gdje je izvorište klapske pjesme u druge krajeve Hrvatske (Zagreb) i svijeta (hrvatska dijaspora) te upoznavanjem inozemnih turista s ovom hrvatskom autohtonom glazbom, rodbinskim i prijateljskim svezama s inim Hrvatima i s inozemcima, popularizirala se i klapska pjesma. Vremenom je klapska pjesma stekla popularnost i među Hrvatima koji nisu rodom iz klapskih krajeva, kako u Hrvatskoj i susjednim državama s autohtonom hrvatskom zajednicom, tako i u iseljenoj Hrvatskoj. Razlog je taj što je klapska pjesma jednim od najprepoznatljivih autohtonih hrvatskih glazbenih izričaja pa se tako klapska pjesma njeguje i u tim sredinama.
Klapsko pjevanje iznimno  jemedijski popularizirao omiški klapski festival. Kasnije se broj klapskih festivala i susreta povećao, tako da danas postoje susreti klapa u Zadru, Buzetu, Dubravi, Kaštelima, Murteru, Splitu, Strožancu, Srinjinama, Poličniku, Senju, Stobreču, Vinjercu, Voloskom, Zagrebu, Skradinu, Mariji Bistrici, Sisku, Svetoj Nedelji itd. Hrvatsko kulturno društvo u Gradišću od 2011. održava Festival klapov.
Klape danas izvode tradicijske i nove te obrade popularnih skladbi.

## Poveznice
- Festival dalmatinskih klapa Omiš: Klape
- Dodatak:Popis poznatih klapskih festivala, susreta i glazbenih večeri
- Dodatak:Popis poznatih muških klapskih glazbenih sastava
- Dodatak:Popis poznatih ženskih klapskih glazbenih sastava
- Canto a tenore, sardinijsko pastirsko pjevanje
- Albansko višeglasno pjevanje

## Vanjske poveznice
|  | Wikicitati imaju zbirke citata o temi Klapa |

- Hrvatska udruga klapa (HUK). Inačica izvorne stranice arhivirana 19. ožujka 2017.

|  | Portal Hrvatske – Pristup člancima s tematikom o Hrvatskoj. |